# 98 Degrees
98 Degrees también conocido como 98° es un grupo estadounidense de R&B, música urbana y contemporánea formada en 1996 en Los Ángeles, California por Nick y Drew Lachey, Justin Jeffre, y Jeff Timmons.
A diferencia de otras bandas, estos se formaron de manera independiente hasta que más tarde firmarían con una discográfica. A nivel mundial han vendido 10 millones de álbumes y ocho de sus singles han aparecido en el Top 40 de Estados Unidos.
En agosto de 2012 se reunieron para actuar en el Summer MixTape Festival de Hershey, Pensilvania.

## Formación
98 Degrees se formaron en Canton, Ohio cuando Jeff Timmons, vecino de la localidad abandonó sus estudios universitarios para dedicarse a la música. Anteriormente estuvo en la Universidad Estatal de Kent en la facultad de psicología aparte de prepararse para ascender a la NFL. En 1995, cantó en una fiesta de la facultad con tres amigos que recibieron una reacción positiva por parte del público femenino sobre su voz. Al día siguiente se marchó a Los Ángeles. En 2004 declaró: "Ahora que lo pienso, fue una decisión precipitada, pero era joven y tonto". Tras conocer a un antiguo estudiante del Instituto de Bellas Artes de Ohio, este le dio el nombre de Nick Lachey, el cual estudiaba medicina en la Universidad de Miami. Lachey cogió un vuelo hacía California donde conoció a Timmons y con el que formó un dúo hasta que este le sugirió invitar a uno de sus amigos: Justin Jeffre, estudiante de historia de la Universidad de Cincinnati que coincidió con Lachey en la SCPA y con el que tocó tiempo atrás como vodevil en un cuarteto en un parque de Kings Island y en otra banda que interpretaba covers. El último en unirse al grupo fue el hermano pequeño de Lachey: Drew, quien trabajaba en Nueva York como auxiliar de emergencias.[cita requerida]
Tras rechazar una retahíla de nombres (incluidos: Just Us, Next Issue y Verse Four) se decantaron por 98 Degrees tras una sugerencia de sus mánager: Paris Djon y Johnny Camisa.

## Historia

### Firma con Motown Records
Mientras trabajaban, el grupo continuó ensayando y buscando inspiración en grupos como Boyz II Men, Take 6 y Jodeci. También estuvieron dándose a conocer en varias audiciones de Los Ángeles. Finalmente un mánager se fijó en ellos y tuvieron la oportunidad de actuar con Boyz II Men en un programa de radio. Los Mánager, Johnny Camisa y Paris Djon escuchó una de sus piezas en la radio y contactó con ellos para actuar de teloneros en una gira de Montell Jordan. A partir de ahí firmaron un contrato con la discográfica Motown Records.
La banda empezó a emerger al mismo tiempo que se dieron a conocer grupos orientados a un público adolescente como las Spice Girls y Backstreet Boys con los que coincidieron en las Listas de ventas del Chart a nivel mundial, aunque ellos prefirieron diferenciarse del término Boy band que tenían acuñados. Desde sus inicios han declarado que escriben sus propias letras y composiciones que mezclan el Rythm and Blues con las principales raíces del pop. En Musicianguide.com afirmaron que "existen grandes diferencias musicales entre los grupos, sin mencionar el hecho de que Motown nos haya brindado esta oportunidad para darnos más credibilidad como grupo de R&B y soul.

### 1997: primer álbum
Tras compartir escenario con Boyz II Men, el éxito del grupo no fue satisfactorio, sin embargo, la emisora local de radio que estaba retransmitiendo el concierto les preguntó si querían cantar en directo. Paris Djon estuvo presente y le gustó lo que estaba escuchando, por lo que decidió ponerse en contacto con la banda y cambiarle el nombre de 98 Degrees por el original: Just Us. Al mismo tiempo, Scott Smith, abandonó el grupo argumentando "diferencias artísticas". Tras su decisión, Smith no podría actuar de nuevo debido a que no cumplió el contrato que los demás firmaron
En 1997 publicaron su primer sencillo: Inbvisible Man, el cual alcanzó la posición 12 en el Billboard Hot 100. Aunque las críticas fueron dispares, uno de los críticos del Billboard declaró que [el grupo] tiene una gran habilidad vocal que le permite ser el centro de las miradas del público. También realizaron una gira, incluyendo por Asia. Mientras seguían la estela de grupos como Backstreet Boys, Hanson y 'N Sync, el álbum debut del grupo fue decepcionante para ellos a pesar de las entradas agotadas en los conciertos.

### 1998: Avances
98 Degrees se hizo popular gracias a la película Mulan de 1998 tras interpretar la BSO: True to Your Heart junto con Stevie Wonder, tras el éxito del álbum 98° and Rising, obtuvieron cuatro Discos de Platino en el mismo año. Los créditos de producción incluyeron a la productora Babyface y a Daryl Simmons como coautores de la letra en la publicación del álbum grabado en Atlanta. Después de su primer álbum, 98 Degrees dejaron la discográfica Motown para firmar con Universal Records.
El principal hit del grupo fue Because of You (tercero en el Hot 100 de Estados Unidos y quinto en el listado de singles de Canadá con el que consiguieron un disco de platino. Después repetirían éxito con The Hardest Thing alcanzando el quinto puesto y obteniendo un certificado de oro en el Billboard Hot 100.

### 2000-01: Revelation y colaboraciones
El grupo se hizo con el primer puesto del Top 100 con el sencillo Thank God I Found You, canción cantada junto a Mariah Carey y Joe. Con 700.000 copias, consiguieron el disco de oro y permanecieron primeros durante una semana y casi un año entero en el Top 200. En el Reino Unido lideraron el Top 10 y fueron nominados a un Premio Grammy a la Mejor Colaboración en una canción Pop.
En julio de 2000, 98 Degrees publicó el primer sencillo de su tercer álbum de estudio Give Me Just One Night (Una Noche) con el que alcanzaron el segundo puesto y certificaron otro oro. En septiembre del mismo año publicaron el álbum titulado Revelation alcanzando el segundo puesto del Billboard 200 y ganando dos discos de platino. Los próximos singles fueron My Everything y The Way You Want Me To, ambas lideraron el Top 40.
En septiembre de 2001, el grupo actuó en el Madison Square Garden junto con Luther Vandross y Usher interpretando el tema de Michael Jackson: Man in the Mirror. Dicha actuación fue parte de la celebración del trentagésimo aniversario del cantante como solista.

### The Collection e hiato
En 2002 publicaron un álbum recopilatorio llamado The Collection presentado con el sencillo Why (Are We Still Friends). El sencillo encabezó el Top 40 y el grupo vendió 10 millones de copias y publicaron 12 singles más.
En el mismo año, los integrantes decidieron separarse para centrarse en otros objetivos y nuevas oportunidades, aunque Drew Lachey informó en la página web que no se habían separado definitivamente, sino que se habían tomado un descanso.
Desde 2004 la web estuvo desactualizada haciendo creer a sus seguidores que el grupo se había disuelto. Durante el hiato, Drew y su mujer tuvieron su primera hija poco después de que este ganara el concurso televisivo musical Dancing with the Stars. Nick contrajo matrimonio con Jessica Simpson y publicó dos álbumes en solitario: SoulO y What's Left of Me. Timmons publicó Whisper That Way y tuvo pensado publicar un segundo álbum. Jeffre se presentó a las elecciones municipales en Cincinnati para la alcaldía y actualmente trabaja en el área de actividades y proyectos independientes.
En 2004 volvieron a reunirse para cantar en el especial televisivo Nick & Jessica's Family Christmas TV Special. En septiembre de 2005 actuaron en el Club Purgatory en Over-the-Rhine para apoyar la candidatura de Jeffre para la alcaldía.

### 2006-2012: Segundo hiato
En octubre de 2006, anunciaron que Timmons podría participar en el reality show de VH1: Mission Man Band. Los informes sobre algunas noticias en las que se indicaban que 98 Degrees iba a fichar a un nuevo miembro y grabar un nuevo álbum se disiparon. Sin embargo, en 2011 tanto Lachey como Timmons confirmaron en entrevistas separadas que todavía cabía la posibilidad de reunirse de nuevo. Lachey declaró que a pesar de su apretada agenda y sus eventos, tenía interés en volver a la banda. Por su parte, Timmons comentó que el grupo siempre ha estado abierto a cualquier debate sobre una posible reunión. Al finalizar su entrevista declaró: "si tenemos tiempo y realizamos una gira o una grabación, finalmente volveríamos para matar el tiempo". En 2012 volvieron a actualizar la web tras varios años cerrada aparte de crear un perfil en Facebook y en Twitter.

### 2012: Reunión
El 20 de junio de 2012, Nick y Drew Lachey anunciaron en el programa radiofónico de Ryan Seacrest de que el grupo volvería a reunirse por primera vez en tiempo en el Mixtape Festival de Hershey, Pennsilvania en agosto. El 17 de agosto del mismo año actuaron en el Today Show y en julio grabaron nuevo material en el estudio.
En una entrevista concedida el 26 de julio de 2012 para Rolling Stone, Drew informó que el grupo estaba haciendo sus primeros ensayos después de una década. También explicó que volvieron al lugar en el que se sentían cómodos por volver a ser un grupo unido. Lachey comentó que: "la música tiene muchos ciclos. Vas por varios escenarios de rock, R&B... etc. Puede ser una batalla muy dura si intentas tocar pop en un escenario indicado para el rap. Sobre el futuro del grupo añadió que de momento no existen planes más allá de las actuaciones del Today Show y el Mixtape Festival.

## Discográfica
- 98° (1997)
- 98° and Rising (1998)
- This Christmas (1999)
- Revelation (2000)
- 2.0 (2013)